# Gerrhopilus andamanensis
Espèce
Synonymes
- Typhlops andamanensis Stoliczka, 1871

Gerrhopilus andamanensis est une espèce de serpents de la famille des Gerrhopilidae.

## Répartition
Cette espèce est endémique des îles Andaman en Inde.

## Description
Dans sa description Stoliczka indique que le spécimen en sa possession mesure 165 mm dont 6 mm pour la queue. Sa coloration générale est un noir brunâtre brillant.

## Étymologie
Son nom d'espèce, composé de andaman et du suffixe latin -ensis, « qui vit dans, qui habite », lui a été donné en référence au lieu de sa découverte.

## Publication originale
- Stoliczka, 1871 : Notes on some Indian and Burmese Ophidians. Journal of the Asiatic Society of Bengal, Calcutta, vol. 40, p. 421-445 (texte intégral).